# 甲 (單位)
甲，臺灣農民計算田地面積之單位，換算成公制1甲為9699平方米，或0.9699公頃，或2933.99904坪。
1甲为625平方戈（即边长25戈的正方形面积），1戈約为2.5弓，1弓为5营造尺（1營造尺约合32公分）。

## 起源

### 荷蘭單位說
甲這個單位，出現在荷蘭東印度公司統治臺灣時期，是台灣漢人獨特的面積單位。臺灣省文獻委員會出版《臺灣省通志稿 卷三》，引用《赤崁樓筆談》：「自紅夷至台，十畝之地，名為一甲。」根據張光裕編《臺語音外來語辭典》，甲應源於「阿可」，荷蘭語「akker」（「田園」之意，相當於英文「acre」），臺灣閩南人以臺灣話取其尾音。

### 臺灣單位說
臺灣史學者、中央研究院副研究員翁佳音指出，荷蘭文獻清楚記載，「甲」是臺灣漢人自己的話。成功大學學者楊金峯指出各地方言表示土地的語詞中，多有用到近似的音，東北一帶話語中的「旮旯」(角落。《禮記·檀弓下》唐 孔穎達疏：「謂槨前后及兩旁樹之，角落相望，故云四角」)，旮字讀音近似閩南語的「角」；民國初，峽西合陽縣一帶的土地買賣契約用「地一叚」表示一方土地；叚爲假的古字，讀音同假，合陽方言「叚」字讀音同角。(見〈被现代人曲解的“叚”字〉中国周刊，20200514)；閩南話「彼角啊」指那一角落的土地。閩南語的「角」與「甲」同聲韻，不同聲調。廈門話則慣用「落」來表示角落。
張光裕猜測的akker (閩南語讀音近似「阿科」)，其尾音讀音與甲或角相去甚遠。

## 使用
在臺灣荷西統治時期，甲就是土地的面积单位。鄭氏王朝和清治时期也沿用了这一制度，但開墾者多使用犁為單位，一犁約等於五甲。臺湾日治时期之后，逐渐采用甲和日制单位坪通用。中華民國政府統治臺灣後，公家文書，如土地所有權狀（地契）等，全面採用公制之度量衡，面积单位改为「平方公尺」和「公顷」。但民間在习惯上，一般都使用「坪」和「甲」来表示面积，其中「坪」多用于城市、房屋面积，「甲」多用于农地和山坡地。
臺灣也有許多傳統地名以「甲」命名，例如九甲埔、五甲等。